# Ford Field
FordField is een American football stadion in Detroit. Het stadion opende zijn deuren in 2002. Vaste bespelers zijn de Detroit Lions. Het stadion biedt plaats aan 65.000 toeschouwers, dit aantal kan uitgebreid worden tot 70.000 voor American Football en 80.000 voor Basketbal wedstrijden.
Op 5 februari 2006 vond in het Ford Field stadion Super Bowl XL plaats (Pittsburgh Steelers vs Seattle Seahawks (21-10).

## CONCACAF Gold Cup 2011
Tijdens de CONCACAF Gold Cup van 2011 was dit stadion een van de stadions zijn waar voetbalwedstrijden werden gespeeld. In dit stadion werden twee groepswedstrijden (groep C) gespeeld.
| № | Datum       | Wedstrijd                 | Uitslag | Gold Cup   | Toeschouwers |
| - | ----------- | ------------------------- | ------- | ---------- | ------------ |
| 1 | 7 juni 2011 | Panama – Guadeloupe       | 3 – 2   | Groepsfase | 28.209       |
| 2 | 7 juni 2011 | Verenigde Staten – Canada | 2 – 0   | Groepsfase | 28.209       |